# NGC 4442
NGC 4442 је спирална галаксија у сазвежђу Девица која се налази на NGC листи објеката дубоког неба.
Деклинација објекта је + 9° 48' 14" а ректасцензија 12h 28m 3,9s. Привидна величина (магнитуда) објекта NGC 4442 износи 10,4 а фотографска магнитуда 11,4. Налази се на удаљености од 15,300 милиона парсека од Сунца. NGC 4442 је још познат и под ознакама UGC 7583, MCG 2-32-68, CGCG 70-100, VCC 1062, PGC 40950.